# Leiosaurus bellii
Leiosaurus bellii — вид ігуаноподібних ящірок родини Leiosauridae. Ендемік Аргентини. Вид названий на честь англійського зоолога Томаса Белла.

## Поширення і екологія
Leiosaurus bellii мешкають в аргентинських провінціях Мендоса, Ла-Пампа, Неукен, Ріо-Негро, Чубут і Санта-Крус. Вони живуть на луках Патагонії та в чагарниках Монте. Живляться жуками-чорнотілками.